# Phrosinella karakalpaka
Phrosinella karakalpaka är en tvåvingeart som först beskrevs av Boris Borisovitsch Rohdendorf 1935.  Phrosinella karakalpaka ingår i släktet Phrosinella och familjen köttflugor.
Artens utbredningsområde är Uzbekistan. Inga underarter finns listade i Catalogue of Life.